# Juhász-patak
A Juhász-patak Tornaszentandrás településtől délkeletre, a Szalonnai-karsztvidéken, Borsod-Abaúj-Zemplén vármegyében, mintegy 190 méteres tengerszint feletti magasságban ered. A patak forrásától kezdve északnyugati irányban halad, majd Bódvarákónál éri el a Bódva folyót. a patakhoz a Mike-forrás vize csatlakozik.

## Part menti települések
- Tornaszentandrás
- Bódvarákó